# Vikarizmus

A földrajzi vikarizmus modellje

A vikarizmus avagy fajhelyettesítés (allopatikus elkülönülés) a fajfejlődés (speciáció) azon változata, amikor valamilyen közös ős leszármazottai különböző földrajzi területeket vagy különböző jellegű élőhelyeket elfoglalva és azokhoz alkalmazkodva alakulnak más-más fajokká. Ezek a vikarizáló avagy vikariáns fajok. A növényföldrajz nemcsak az egyes fajok, de a növénytársulások vikarizmusát is értelmezi.

## Fajtái
Három változatát különböztetjük meg:
1. A földrajzi vikarizmus lényege, hogy a különböző földrajzi tájakon egymással rokon fajok foglalják el ugyanazt az ökológiai fülkét (helyettesítik egymást). Magyarországon jó példája ennek a hunyor (Helleborus spp.) három faja:
- a pirosló hunyor (Helleborus purpurascens) az Északi-középhegység,
- a kisvirágú hunyor (Helleborus dumetorum) a Dunántúli-középhegységben, valamint a Nyugat-Dunántúlon és a Dél-Dunántúl nyugati felén nő,
- az illatos hunyort (Helleborus odorus) a Dél-Dunántúl keleti részén találjuk.

A három faj más és más földrajzi tájon, de hasonló környezetben (mindhárom üde talajú lomberdőben) él.
A földrajzi vikarizmus két alaptípusa:
- a horizontális vikarizmus és
- a vertikális vikarizmus.

2. Az ökológiai vikarizmus az a jelenség, amikor a rokon fajok azonos földrajzi tájon, de különböző környezetben helyettesítik egymást. Jó példái ennek a Földközi-tenger partvidékének mediterrán hegyvidékein élő örökzöld tölgyfajok (Quercus spp.):
- a mészkövön kialakuló, bázikus talajokon a magyaltölgy (Quercus ilex) terem,
- a szilikátos kőzetek savanyú talajain pedig a paratölgy (Quercus suber).

3. Az álvikarizmus (pszeudovikarizmus) hasonló környezetben, de különböző földrajzi tájakon egymással nem rokon fajok helyettesítik egymást. A Kárpátokban az alhavasi cserjések uralkodó növénye általában a törpefenyő (Pinus mugo). Az Északkeleti-Kárpátokból azonban hiányzik ez a faj, és itt a havasi éger (Alnus viridis) helyettesíti. A két faj rokonsága rendkívül távoli: a törpefenyő a nyitvatermők (Gymnospermatophyta), az éger pedig a zárvatermők (Angiospermatophyta) közé tartozik.